# Amy Irving
Amy Davis Irving (Palo Alto, 10 de setembro de 1953) é uma atriz norte-americana. Amy foi a primeira atriz na história a ser indicada ao Oscar e ao Framboesa de Ouro pelo mesmo filme (Yentl, em 1983), sendo essa uma das maiores contradições do cinema. Tal fato foi posteriormente igualado por Glenn Close, pela sua performance no longa Hillbilly Elegy, em 2021.

## Carreira
Amy começou a carreira artística no teatro aos 17 anos e aos 22 estreou na TV americana, interpretando a personagem Cindy Mullins, na quarta temporada da série The Rookies.[carece de fontes?]  Em 2000, protagonizou o filme Bossa Nova, dirigido pelo cineasta brasileiro Bruno Barreto.

## Vida pessoal
Seu pai era o diretor de cinema e teatro Jules Irving (nascido Jules Israel) e sua mãe era a ex-atriz Priscilla Pointer. Amy teve um relacionamento que durou três anos com o cineasta Steven Spielberg, com quem teve um filho, Samuel. Foi casada com o cineasta brasileiro Bruno Barreto entre 1996 e 2005, com quem teve seu segundo filho, Gabriel. Atualmente é casada com o documentarista Kenneth Bowser Jr.

## Filmografia
- 1976 - I'm a Fool
- 1976 - A história de James Dean (James Dean) (TV)
- 1976 - Dynasty (TV)
- 1976 - Panache (TV)
- 1976 - Carrie
- 1978 - A fúria (The Fury)
- 1979 - Voices
- 1980 - Honeysuckle Rose
- 1980 - A competição (The Competition)
- 1983 - Yentl (Yentl)
- 1984 - Minhas duas mulheres (Micki + Maude)
- 1986 - Heartbreak House (TV)
- 1986 - Anastasia: The Mystery of Anna (TV)
- 1987 - A princesa e o gnomo (Rumpelstiltskin)
- 1988 - Amor à segunda vista (Crossing Delancey)
- 1988 - Uma cilada para Roger Rabbit (Who Framed Roger Rabbit?) (voz)
- 1989 - Pecados de guerra (Casualties of War) (voz)
- 1990 - The Turn on the Screw (TV)
- 1990 - Assassinato sob duas bandeiras (A show of Force)
- 1991 - An American Tail: Fievel goes to West (voz)
- 1993 - Desejo assassino (Benefit of the Doubt)
- 1994 - Zona do crepúsculo (Twilight Zone: Rod Serling's Lost Classics) (TV)
- 1995 - Kleptomania (Kleptomania)
- 1996 - Atos de amor (Carried Away)
- 1996 - Rabugentos e mentirosos (I'm Not Rappaport)
- 1997 - Desconstruindo Harry (Desconstructing Harry)
- 1998 - Entre o dever e a amizade (One Tough Cop)
- 1999 - Blue Ridge Fall
- 1999 - A confissão (The Confession)
- 1999 - A maldição de Carrie (The Rage: Carrie 2)
- 2000 - Traffic (Traffic)
- 2000 - Bossa Nova ... Mary Ann[7]
- 2002 - Tuck Everlasting (Vivendo na eternidade)
- 2005 - Hide and Seek (O amigo oculto)
- 2009  - Adam
- 2010 - Participação no 3º episódio da 7ª temporada de House M.D (TV)

## Premiações
- Indicação ao Oscar na categoria "Melhor Atriz coadjuvante", por Yentl (1983).
- Duas Indicação ao Globo de Ouro na categoria "Melhor Atriz - Comédia/Musical", por Amor à Segunda Vista (1988) e Melhor Atriz coadjuvante '', por Carrie (1976)
- Indicação ao Globo de Ouro na categoria "Melhor Atriz - Filme para TV/Mini-série", por Anastasia: The Mystery of Anna (1986).
- Duas indicações ao Framboesa de Ouro de "Pior Atriz coadjuvante", por Honeysuckle Rose (1980) e Yentl (1983). Ganhou por Honeysuckle Rose.